# Emily Rose (actriz)
Emily Rose (Renton, Washington; 2 de febrero de 1981) es una actriz estadounidense, más conocida por interpretar a Elena Fisher en los videojuegos Uncharted y por su papel como Audrey Parker en la serie de Syfy, Haven.

## Biografía
Nació en Renton, Estado de Washington. Estudio actuación en la Universidad de California y se graduó en 2006. También tiene un grado de teatro por la universidad de Vanguard University del Sur de California. Es la mayor de tres hermanos, teniendo un hermano y una hermana menores.
El 6 de diciembre de 2009, se casó con Dairek Morgan, con quien tiene dos hijos, Miles Christian Morgan (29 de abril de 2013) y Memphis Ray Morgan (31 de diciembre de 2015).

## Carrera
Empezó su carrera en 2007 dando voz al personaje de Elena Fisher en el videojuego Uncharted: El tesoro de Drake. En 2008 apareció por primera vez en la serie ER, donde interpretó a la doctora Tracy Martin hasta 2009. En 2009 volvió a interpretar a Elena Fisher en Uncharted 2: Among Thieves.
En 2010 se unió al elenco principal de la serie Haven, donde da vida a la agente del FBI Audrey Parker hasta ahora. En 2011 volvió a interpretar a Elena Fisher en el videojuego Uncharted 3: Drake's Deception. En 2012 apareció como invitada en la serie Harry's Law, donde dio vida a Natalie. En 2014 se unió al elenco recurrente de la segunda temporada de la serie Graceland, donde dará vida a Jessica Foster. En 2016 regresó a Uncharted 4: El desenlace del ladrón, nuevamente dando voz a Elena.

## Filmografía

### Series de televisión
| Año         | Título             | Personaje           | Notas                              |
| ----------- | ------------------ | ------------------- | ---------------------------------- |
| 2018        | NCIS               | Jane / Anna Jenlowe | Episodio "Third Wheel"             |
| 2018        | Take Two           | Emily Speer         | Episodio "One to the Heart"        |
| 2017        | Mentes criminales  | Tori Hoffstadt      | Episodio "Killer App"              |
| 2014        | Graceland          | Jessica Foster      | 6 episodios                        |
| 2012        | Harry's Law        | Natalie             | episodio "Gorilla My Dreams"       |
| 2010 - 2015 | Haven              | Audrey Parker       | 78 episodios                       |
| 2010        | Private Practice   | Elisha              | episodio "Fear of Flying"          |
| 2009        | Ghost Whisperer    | Tina Clark          | episodio "Devil's Bargain"         |
| 2009        | Two and a Half Men | Janine              | episodio "Thank God for Scoliosis" |
| 2008 - 2009 | ER                 | Dra. Tracy Martin   | 11 episodios                       |
| 2008        | Without a Trace    | Anya Simonson       | episodio "Satellites"              |
| 2008        | Cold Case          | Nancy Patterson     | episodio "Slipping"                |
| 2008        | Jericho            | Trish Merrick       | 5 episodios                        |

### Películas
| Año  | Título                 | Personaje    | Notas |
| ---- | ---------------------- | ------------ | --- |
| 2023 | The Shift              | Tabatha      | junto a Neal McDonough, Kristoffer Polaha, Elizabeth Tabish, Rose Reid, John Billingsley, Paras Patel, Jordan Alexandra y Sean Astin |
| 2017 | Una Hora Decisiva      | Trish Harper | junto a Barry Watson, Casey Ellioty & Scott Christopher                                                                              |
| 2013 | The Thanksgiving House | Mary Ross    | junto a Julia Jones, Lindsay Wagner, Jack Scalia, Ramon De Ocampo, Ben Giroux & Justin Bruening                                      |

### Videojuegos
| Año  | Título                               | Personaje    | Notas                           |
| ---- | ------------------------------------ | ------------ | ------------------------------- |
| 2022 | God of War Ragnarök                  | Sif          | Captura de voz y movimiento     |
| 2016 | Uncharted 4: El desenlace del ladrón | Elena Fisher | prestó su voz para el personaje |
| 2011 | Uncharted 3: Drake's Deception       | Elena Fisher | prestó su voz para el personaje |
| 2009 | Uncharted 2: Among Thieves           | Elena Fisher | prestó su voz para el personaje |
| 2007 | Uncharted: El tesoro de Drake        | Elena Fisher | prestó su voz para el personaje |

## Premios y nominaciones
| Año  | Categoría                                                            | Premio                | Serie | Resultado |
| ---- | -------------------------------------------------------------------- | --------------------- | ----- | --------- |
| 2013 | Best Performance by an Actress in a Continuing Leading Dramatic Role | Canadian Screen Award | Haven | Nominada  |